# Lagarotis
Lagarotis is een geslacht van insecten uit de orde vliesvleugeligen (Hymenoptera) en de familie Ichneumonidae.

## Soorten
- L. debitor (Thunberg, 1822)
- L. didyma (Thomson, 1894)
- L. erythrocerops Heinrich, 1949
- L. erythrocerus (Gravenhorst, 1829)
- L. nivalis (Roman, 1939)
- L. pubescens (Holmgren, 1857)
- L. semicaligata (Gravenhorst, 1820)
- L. simulator Heinrich, 1952
- L. subalpina Heinrich, 1952
- L. ustulata (Holmgren, 1857)